# RTS 1
RTS 1 è una televisione generalista pubblica della Svizzera romanda gestita da RTS, ramo di lingua francese di SRG SSR.
RTS 1 è il primo dei due canali pubblici svizzeri rivolti al pubblico francofono (l'altro è RTS 2).

## Storia del canale
La Télévision Suisse Romande nasce nel 1954 per succedere a Télé Genève (Tele Ginevra). Nel 1965 compare per la prima volta la pubblicità, e 3 anni dopo inizia le trasmissioni a colori. Dal 1982, il telegiornale viene prodotto a Ginevra e non più a Zurigo. La RTS partecipa nel 1984 alla creazione di TV5 Monde come membro fondatore, fornendogli anche una parte dei suoi programmi. Con la creazione di TSR2 nel 1997 (dal 2012 RTS Deux), il primo canale assume dapprima il nome TSR1 e dal 2012 l'attuale nome RTS Un. Dal dicembre 2007, tutti i programmi autoprodotti – e buona parte di quelli acquistati all'esterno – sono trasmessi in 16:9 (come accade anche per RSI e SRF).

## Loghi

1990-1997
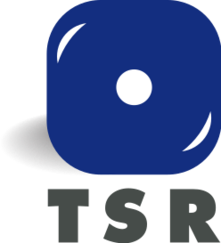
1997-2006
Logo TSR1 utilizzato fino al 29 febbraio 2012
Logo di RTS Un utilizzato dal 29 febbraio 2012 al 2015
Logo di RTS Un utilizzato dal 2015 al 28 agosto 2019
Logo di RTS 1 utilizzato dal 26 agosto 2019 al 21 agosto 2023
Logo di RTS 1 in uso dal 21 agosto 2023

## Palinsesto
- Le Journal: telegiornale, diffuso tutti i giorni alle 12:45 e 19:30 (edizione in replica intorno alle 00:50).
- Le Journal régional: telegiornale regionale prodotto dalle redazioni di Ginevra, Losanna, Sion, Moutier, Friburgo e Neuchâtel; diffuso tutti i giorni alle 18:55.
- EuroNews: ridiffusione dell'emittente all-news paneuropea; diffusa dal lunedì al venerdì alle 10:40.
- Temps présent: programma di attualità politica e cronaca; diffuso ogni giovedì alle 20:10.
- À bon entendeur: magazine in difesa dei consumatori (simile a Patti chiari su RSI LA1 e Mi manda Raitre su Rai 3); diffuso ogni martedì alle 20:10.
- Mise au point: programma di opinione sull'attualità e la politica; diffuso ogni domenica alle 20:00.
- Infrarouge: programma di dibattiti politici; diffuso ogni martedì alle 22:20.
- Passe-moi les jumelles: magazine sui divertimenti, i viaggi e le scoperte; diffuso ogni mercoledì alle 20:20.
- Dieu sait quoi: programma religioso; diffuso ogni domenica alle 10:00.
- Scènes de ménage: magazine sulla società; diffuso un mercoledì al mese alle 20:20.
- Illico: magazine culturale; diffuso ogni due settimane il giovedì alle 22:45.
- T.T.C. (Toutes taxes comprises): magazine economico a cura di Patrick Fischer; diffuso ogni lunedì alle 20:10.
- Sport Dimanche: programma d'informazione sportiva (l'equivalente de La Domenica Sportiva in onda su RSI e Rai); in onda ogni domenica alle 18:30.
- Top Model: la soap più longeva viene trasmessa alle 18:55 e la mattina alle 8:55 (Beautiful)

## Diffusione
Le trasmissioni analogiche terrestri sono state abbandonate a luglio 2007. Da giugno 2019 RTS 1 non è più trasmesso in UHF in Digitale Terrestre in Svizzera. È diffuso gratuitamente in digitale terrestre in Valle d'Aosta, attraverso il Mux 1 della Rai, in base agli accordi legati all'autonomia regionale e alla tutela della minoranza linguistica francofona. Dal gennaio 2022 passa in HD su uno dei mux locali di EI Towers.
È diffuso via satellite su Hotbird. il segnale è codificato in Viaccess e può essere decodificato solo dagli operatori locali di tv via cavo, iptv, dai residenti in Svizzera e dai cittadini svizzeri in possesso dell'apposita tessera (richiedibile direttamente alla Tv di Stato al costo di 60 Franchi Svizzeri). Da ottobre 2020 è visibile, sempre sul satellite Hotbird, attraverso la piattaforma Kabelio.